# Tymoteuszew
Tymoteuszew – wieś sołęckaw Polsce położona w województwie mazowieckim, w powiecie mińskim, w gminie Jakubów.
W latach 1975–1998 miejscowość administracyjnie należała do województwa siedleckiego.
Wierni Kościoła rzymskokatolickiego należą do parafii św. Anny w Jakubowie.